# Lepidorhombus
Genre
Lepidorhombus est un genre de poissons pleuronectiformes (c'est-à-dire des poissons plats ayant des côtés dissemblables).

## Liste des espèces
- Lepidorhombus boscii (Risso, 1810) — cardine à quatre taches
- Lepidorhombus whiffiagonis (Walbaum, 1792) — cardine franche